# Kościół św. Anny w Wadowicach Górnych
Kościół św. Anny w Wadowicach Górnych – neogotycki kościół parafialny zbudowany w 1913 roku według projektu architekta Teodora Talowskiego, konsekrowany w 1925 roku przez biskupa tarnowskiego Leona Wałęgę. Znacznie zniszczony w czasie II wojny światowej, odbudowany w latach 1945-48.

## Historia

### Dawne kościoły
Pierwsze wzmianki o kościele w Wadowicach Górnych pochodzą z 1400 roku. Wiadomo, że w 1548 roku parafia została wydzielona z parafii Książnice. W okresie reformacji w latach 1561–1570 kościół przekształcono w zbór protestancki. Pierwsza wzmianka o kościele pod wezwaniem św. Anny pochodzi z roku 1577.
Z zachowanych protokołów wizytacji wynika, że na przestrzeni kolejnych 150 lat przy kościele funkcjonowała szkoła, a w 1721 wzmiankowane jest zatrudnienie organisty, który być może pracował także jako nauczyciel.
Nowy drewniany kościół wzniesiono w 1692 roku. Według zachowanych źródeł w 1776 przy kościele funkcjonowała szkoła parafialna, zatrudnieni byli nauczyciel, kantor oraz organista. Budynek ten służył parafianom aż do początku XX wieku, kiedy to został przeniesiony wraz z trzema ołtarzami do miejscowości Jamy.

### Obecny kościół
Obecny ceglany kościół został wzniesiony z inicjatywy księdza Franciszka Łukasińskiego w latach 1911–1914. W 1925 roku odbyła się konsekracja kościoła, której dokonał bp tarnowski Leon Wałęga.
Budynek bardzo ucierpiał w czasie działań wojennych II wojny światowej, szczególnie w 1944 roku. Odbudowę przeprowadzono w latach 1945–48. Wieżę odbudowano w 1957 roku.
Został wpisany do rejestru zabytków w 1987 roku.
Powtórnie w latach 2003–2006 odbudowywano zewnętrzną ceglaną elewację ze zniszczeń wojennych.

## Architektura
Kościół wzniesiono w stylu neogotyckim z cegły, do detali architektonicznej wykorzystano kamień, dach pokryty jest blachą miedzianą. Kościół Posiada jedną nawę z transeptem i krótkim, zamkniętym trójbocznie prezbiterium. Po bokach prezbiterium znajdują się dwie przybudówki zakrystyjne. Od frontu kościół ma wieżę kwadratową, której górna część jest węższa, opięta lizenoszkarpami, ostatnią część wieży stanowi ośmioboczna nadstawa zwieńczona iglicą.
Wnętrze przekryte zostało sklepieniami gwiaździstymi i krzyżowymi, z bogatymi detalami architektonicznymi neogotyckimi i romańskimi, detale we wnętrzu to m.in.: maswerki okienne, obramienia wejść i okien, gzymsy konsolowe. Na skrzyżowaniu kalenic dachu wzniesiono wieżyczkę z sygnaturką, również zwieńczona jest iglicą.

## Wyposażenie i wystrój
Kościół posiada trzy ołtarze neogotyckie autorstwa Józefa Kani z 1955 roku. W ołtarzu głównym znajduje się obraz św. Anny namalowany przez Piotra Kardysia w 1948 roku, namalował on również stacje Drogi Krzyżowej. Za obrazem św. Anny umieszczono odsłanianą rzeźbioną scenę ukrzyżowania. W ołtarzach bocznych znajdują się rzeźby św. Franciszka z Asyżu i Matki Bożej. W oknach zobaczyć można witraże przedstawiające czterech Ewangelistów (południowy), czterech ojców Kościoła Zachodniego (północny) oraz sceny z życia Pana Jezusa i Matki Bożej (prezbiterium). Ambonę neogotycką wykonał w 1967 roku Jan Mądzicha według projektu Stanisława Weryńskiego. Z dawnego wyposażenia zachował się obraz Matki Boskiej Różańcowej, który został uszkodzony w 1944 roku oraz chrzcielnica z czarnego marmuru. 

## Organy
Początkowo kościół posiadał pięciogłosowy pozytyw zbudowany przez Jana Śliwińskiego ze Lwowa w ok. 1892 r., który pierwotnie znajdował się w poprzednim, drewnianym kościele, przeniesionym w 1916 r. do miejscowości Jamy. W 1918 r. przeprowadzono remont instrumentu. Obecne organy wybudował Czesław Kruszewski z Warszawy w 1968 roku. Przechodziły one doraźne remonty i naprawy, od 1993 r. były nieczynne – do gry wykorzystywano instrument elektroniczny z modułem muzycznym firmy Viscount. Ostatnią przebudowę, zakończoną w 2014 roku ufundowali parafianie. Pracę tę wykonał Andrzej Ragan z Włocławka. 
Dyspozycja instrumentu:
| Manuał I            | Manuał II        | Pedał           |
| ------------------- | ---------------- | --------------- |
| 1. Pryncypał 8'     | 1. Salicjonał 8  | 1. Subbas 16'   |
| 2. Szpicflet 8'     | 2. Burdon 8'     | 2. Violon 16'   |
| 3. Oktawa 4'        | 3. Pryncypał 4'  | 3. Oktawbas 8'  |
| 4. Rurflet 4'       | 4. Holflet 4'    | 4. Chorałbas 4' |
| 5. Superokt. 2'     | 5. Kwinta 2 2/3' |                 |
| 6. Mixtura 1 1/3 x3 | 6. Flet leśny 2' |                 |
|                     | 7. Tercja 1 3/5' |                 |
|                     | Tremolo          |                 |

## Dzwony
Poprzedni zestaw dzwonów wykonano z okazji wybudowania kościoła w Odlewni dzwonów Karol Schwabe w Białej Krakowskiej w 1913 roku. Zachowała się z niego jedynie sygnaturka, która wisi na małej wieżyczce kościoła. Większe dzwony zostały zarekwirowane na cele wojenne. 
W latach 60. w kościele zawieszono 3 dzwony, które upamiętniają Milenium chrztu Polski. Zostały poświęcone 26 lipca 1966 r. w uroczystość św. Anny. Aktu tego dokonał J. Eks. ks. bp dr Jerzy Ablewicz, ordynariusz diecezji tarnowskiej.
|              | Imię  | Waga (kg) | Ton   | Średnica (cm) | Rok odlania | Odlewnia                         |
| ------------ | ----- | --------- | ----- | ------------- | ----------- | -------------------------------- |
| Mały dzwon   | Józef | ~230 kg   | cis"  | 70 cm         | 1966        | Śląska Odlewnia Dzwonów, Wrocław |
| Średni dzwon | Jan   | ~500 kg   | a'(+) | 92 cm         | 1966        | Śląska Odlewnia Dzwonów, Wrocław |
| Duży dzwon   | Anna  | ~800 kg   | f'(+) | 110 cm        | 1966        | Śląska Odlewnia Dzwonów, Wrocław |